# Майське (Майський район)
Ма́йське (каз. Май) — село у складі Майського району Павлодарської області Казахстану. Адміністративний центр Майського сільського округу.
Населення — 523 особи (2021; 743 у 2009, 934 у 1999, 2006 у 1989).
Національний склад станом на 1989 рік:
- казахи — 67 %